# Supplanaxis
Supplanaxis là một chi ốc biển nhỏ, là động vật thân mềm chân bụng sống ở biển trong họ Planaxidae.

## Các loài
Các loài trong chi Supplanaxis gồm có:
- Supplanaxis nucleus (Bruguière, 1789)[2]